# Mario Fiorentini
Mario Fiorentini   (Roma, 7 de novembre de 1918 - Roma, 9 d'agost de 2022) va ser un matemàtic italià que va ser partisà durant la Segona Guerra Mundial.

## Vida i obra
Fill d'una catòlica de Cittaducale i un jueu no practicant romà que era titulat mercantil. Fiorentini, com ell mateix afirmava, va ser l'home de les tres vides: la intel·lectual, la partisana i la matemàtica.

### L'intel·lectual
Fiorentini va rebre una educació laica, tot i que el 1938, amb les lleis racials feixistes, va tenir la intenció de fer-se jueu; cosa que no va arribar a materialitzar per la necessitat de circumcidar-se. Durant la seva joventut, va estar molt interessat en l'art, especialment en la poesia, el teatre i el cinema, sempre com un autodidacta que només havia fet estudis comercials. Participa activament en la vida artística romana dels anys 1930' i començaments dels 1940's, escriu articles de crítica literària i teatral, freqüenta el Centre de Cinematografia Experimental, funda amb el futur fotògraf Plinio de Martiis una companyia de teatre per portar aquest art als barris més desvalguts. En aquesta companyia participava el propi Vittorio Gassman. Tota aquesta activitat el far ser cada cop més anti-feixista i l'acosta al Partit Comunista Italià.

### El Partisà
A partir de 1943 es va involucrar en moviments antifeixistes i antinazis i el mes d'octubre d'aquest any organitza i es posa al comanament del Gruppi di Azione Patriottica Centrale, on es troba amb la seva parella de tota la vida, Lucia Ottobrini. El grup es dedica a posar bombes a diversos indrets de Roma i a col·laborar amb altres grups com el de Rosario Bentivegna. El març de 1944 va fer la seva acció més audaç: l'atemptat de Via Rasella en el qual van matar una trentena de policies alemanys, sense ser detinguts. La represàlia nazi va ser immediata: la Massacre de les fosses Ardeatines. Un cop alliberada Roma per les forces aliades (juny de 1944) va col·laborar amb l'Office of Strategic Services estatunidenc, combatent a Ligúria i a Emília, al nord d'Itàlia. Per totes aquestes activitats va rebre diferents condecoracions militars de l'estat italià.

### El matemàtic
En acabar la guerra i amb una voluntat de ferro, va canviar totalment la seva orientació i va obtenir la titulació científica suficient per estudiar matemàtiques. El 1963, després de graduar-se en matemàtiques a la universitat de Roma La Sapienza, va ser professor de matemàtiques a diferents instituts de secundària de Roma, fins que el 1971 va ser nomenat professor de la universitat de Ferrara en la qual va romandre fins que es va jubilar el 1996. Entre 1964 i 1994 va publicar una cinquantena d'articles científics Les seves obres escollides van ser editades en un volum l'any 2000 pel seu deixeble Paulo Ribenboim. Seguint la tradició de l'escola italiana de geometria algebraica, els seus treballs va ser fonamentalment en el camp dels mètodes homològics en l'àlgebra commutativa i en la geometria algebraica. A més, va saber crear un ambient molt propici a la recerca en una universitat relativament petita com era la de Ferrara. L'any 2018 encara va publicar un llibre en col·laboració amb el matemàtic i jocòleg italià: Zero uno infinito. Divertimenti per la mente, una col·lecció de jocs i curiositats matemàtiques amb finalitats didàctiques.
Va morir el 2022 amb 103 anys d'edat i va ser enterrat a Cittaducale, el poble de la seva mare, on ja havia estat enterrada abans la seva esposa en morir el 2015.

## Videografia
- L'home dels quatre noms (orig.L'uomo dai quattro nomi). Dir: Claudio Costa. Gui:  Claudio Costa Chiararia Maurizio. Prod:  Ronin Film Production. Amazon.com- 2013. 46 minuts. (en italià). [Consulta: 30 novembre 2022]